# Abd-al-Karim (nom)
Abd-al-Karim és un nom masculí teòfor àrab islàmic (àrab: عبد الكريم, ʿAbd al-Karīm) que literalment significa ‘Servidor del Generós’, essent «el Generós» un dels epítets de Déu. Si bé Abd-al-Karim és la transcripció normativa en català del nom en àrab clàssic, també se'l pot trobar transcrit Abdul Karim, ‘Abdul Kariem... normalment per influència de la pronunciació dialectal o seguint altres criteris de transliteració. Com a teòfor, també el duen molts musulmans no arabòfons que l'han adaptat a les característiques fòniques i gràfiques de la seva llengua: en turc, Abdülkerim.
Vegeu aquí personatges i llocs que duen aquest nom.